# 薄雲 (吹雪型駆逐艦)
薄雲（うすぐも）は、日本海軍の駆逐艦。吹雪型駆逐艦（特型駆逐艦）の7番艦。雲級（くもクラス）の1隻。
当初の艦名は、第41号駆逐艦。この名を持つ日本海軍の艦船としては東雲型駆逐艦「薄雲」に続いて2隻目。

## 概要
駆逐艦薄雲は、日本海軍の駆逐艦。吹雪型駆逐艦の7番艦。
特型駆逐艦の雲級とされることもある。
建造時の艦名は第四十一号駆逐艦で、1928年（昭和3年）7月26日に竣工し、同年8月1日に「薄雲」と改名された。同日附で第12駆逐隊が新編され、翌年5月10日には姉妹艦叢雲の編入により定数4隻（東雲、薄雲、白雲、叢雲）となった。
1933年（昭和8年）2月1日から同年11月15日まで、「薄雲」は第20駆逐隊に所属した。その後は、再び第12駆逐隊に所属した。
日中戦争に従事中の1940年（昭和15年）8月15日、中国大陸沿岸部で機雷により損傷する。第12駆逐隊から除籍され、舞鶴防備隊付となる。舞鶴海軍工廠で修理中に太平洋戦争開戦を迎えた。
1942年（昭和17年）7月31日、修理完了。「薄雲」は第五艦隊に編入されて北東方面に進出し、第6駆逐隊や第21駆逐隊に臨時編入された。1943年（昭和18年）3月下旬にはアッツ島沖海戦に参加した。
同年4月1日、「薄雲」は第9駆逐隊に編入された。第9駆逐隊は第一水雷戦隊隷下となり、引き続き千島列島やアリューシャン列島方面で行動した。7月、第9駆逐隊（朝雲、薄雲）はキスカ島撤退作戦に従事した。
1944年（昭和19年）3月31日、第9駆逐隊は第18駆逐隊に改編された。
第7駆逐隊（潮、曙）と共に千島列島方面輸送作戦に従事中の7月7日、択捉島近海のオホーツク海で「薄雲」は米潜水艦「スケート」の魚雷攻撃を受け、沈没した。

## 艦歴

### 太平洋戦争以前
1926年（大正15年）9月29日、建造予定の駆逐艦4隻にそれぞれ「第三十七号駆逐艦（のちの初雪）」、「第四十一号駆逐艦（〃薄雲）」、「第四十二号駆逐艦（〃白雲）」、「第四十三号駆逐艦（〃磯波）」の艦名が与えられる。
同日附で4隻は一等駆逐艦に類別される。
第41号駆逐艦（薄雲）は東京石川島造船所で同年10月21日に起工。
1927年（昭和2年）12月26日に進水。
1928年（昭和3年）7月26日に竣工した。第41号駆逐艦（薄雲）の建造スケジュールは、姉妹艦3隻（東雲、白雲、磯波）とほぼ同一だった。
7月26日の竣工から間もない1928年（昭和3年）8月1日附で「第41号駆逐艦」は「薄雲」と改名される。また同日附で第12駆逐隊（東雲、薄雲、白雲）が新編された。
同年12月10日、第12駆逐隊は第二艦隊隷下の第二水雷戦隊に編入された。1929年（昭和4年）5月10日に姉妹艦「叢雲」が竣工し、同日附で第12駆逐隊に編入されて定数4隻となった。
1931年（昭和6年）12月1日、「東雲」は新編の第20駆逐隊へ転出し、第12駆逐隊は3隻編制（白雲、薄雲、叢雲）となった。
1933年（昭和8年）2月1日、「薄雲」は第20駆逐隊に編入され、20駆は吹雪型3隻（薄雲、吹雪、磯波）となった。
同年11月15日、駆逐隊編成の改定より「東雲」が第20駆逐隊に編入され、「薄雲」は第12駆逐隊に戻った。
1935年（昭和10年）4月、満州国の愛新覚羅溥儀皇帝が練習戦艦「比叡」を御召艦として来日することになり、第12駆逐隊（叢雲、薄雲、白雲）は御召艦「比叡」の供奉艦に指定された。第12駆逐隊は「比叡」を護衛して日本と中国大陸を往復した。
同年9月26日、「薄雲」は三陸沖で演習中、台風により多数の艦が損傷する第四艦隊事件に遭遇する。当時、第四水雷戦隊旗艦「那珂」は第11駆逐隊（初雪、白雪）、第12駆逐隊（白雲、薄雲、叢雲）、第7駆逐隊（潮、曙、朧）、第8駆逐隊（天霧、夕霧）を率いて演習をおこなっていた。艦首切断に至った「初雪」や「夕霧」ほどではないものの、「薄雲」は若干の被害を受けた
1936年（昭和11年）12月1日、第20駆逐隊の解隊により「東雲」が第12駆逐隊に戻り、12駆（薄雲、白雲、叢雲、東雲）となった。
第12駆逐隊は呉警備戦隊や第二水雷戦隊に所属していたが、1938年（昭和13年）末の艦隊編制変更で第二航空戦隊（空母龍驤、空母蒼龍、第12駆逐隊）となった。
1939年（昭和14年）3月21日付で佐世保発支那方面への戦務に従事し4月2日に細島に帰着。同年7月21日、行幸に際し紋付紙巻煙草を下賜される。8月3日より昭和14年海軍小演習のため第六艦隊に編入され、8月10日に小松島発南洋方面遠洋航海を経て8月26日に岸和田沖に帰着。8月30日付で第六艦隊の編成を解かれ、第二艦隊に再編入の後、11月15日の艦隊編制替（昭和十五年度艦隊編制）で第12駆逐隊は二航戦から除かれた。
1940年（昭和15年）5月1日、日本海軍は軽巡洋艦「川内」および第12駆逐隊（叢雲、東雲、薄雲、白雲）と第20駆逐隊（天霧、朝霧、夕霧、狭霧）により第三水雷戦隊を新編した（第一艦隊所属）。
日中戦争に際して同年7月以降、第三水雷戦隊は第二遣支艦隊（司令長官高須四郎中将）に編入され、中国大陸へ進出する。華中での沿岸作戦、北部仏印進駐作戦などに参加した。
一方「薄雲」は姉妹艦「叢雲」と共に大陸沿岸部封鎖作戦に従事中、莆田市の興化湾・南日水道で日本軍が敷設した機雷に触雷して大破した。掃蕩戦を終えた「叢雲」は満潮時になるまで水道通過を見合わせ湾内に停泊しており、『お先に』の信号を残して単艦出港した「薄雲」が触雷する結果となった。「薄雲」は「叢雲」に台湾まで曳航される。そこから内地へ帰投し、10月11日呉に到着した。呉工廠で修理をおこなう。
第12駆逐隊から除籍された後は、呉鎮守府直率部隊として待機した。1941年（昭和16年）2月14日に呉を出発し、16日舞鶴港に到着した。呉鎮守府籍第四予備駆逐艦のまま、舞鶴防備隊の附属になった。
3月20日、舞鶴防備隊附属の任を解かれる。舞鶴工廠で修理を実施しつつ、舞鶴で待機した。以後は1942年（昭和17年）7月30日まで修理と待機を続けた。
1941年（昭和16年）9月12日に内示された昭和17年度海軍戦時編制によれば、駆逐艦「薄雲」は姉妹艦「白雲」と第51駆逐隊を編制する。さらに第51駆逐隊（薄雲、白雲）は空母「赤城」および「加賀」と共に第五航空戦隊を編制する予定とされた。しかし太平洋戦争の勃発により本編制は実現せず、第51駆逐隊（薄雲、白雲）が「赤城、加賀」と行動する事はなかった。

### 太平洋戦争

#### 1942年と1943年の行動
1942年（昭和17年）6月20日、池田周作少佐が薄雲駆逐艦長に任命された。
7月31日、舞鶴海軍工廠における「薄雲」の修理が完了。同日、「薄雲」は第五艦隊（司令長官細萱戊子郎中将）編入され、北方部隊では主隊に編入された。8月5日に舞鶴を出発、大湊を経由し、千島列島・アリューシャン列島方面に進出する。
8月11日、「薄雲」は第6駆逐隊（暁、雷、電、響）に編入される。
8月15日、「薄雲」は北方部隊護衛隊に編入される。
だが第6駆逐隊は8月28日付で機動部隊所属となり、北方部隊の指揮下を離れてガダルカナル島攻防戦に投入された。
「薄雲」は第21駆逐隊（若葉、初春、初霜）に編入された。
以後、「薄雲」は護衛部隊僚艦や、北方部隊所属の巡洋艦と共に、日本列島北東方面での海上護衛作戦、哨戒活動、アッツ島再占領作戦等に従事した。
1943年（昭和18年）2月10日から、薄雲は呉で修理と整備をおこなった。2月末に修理完了、佐世保での修理を終えた重巡洋艦「那智」を護衛して北方に戻り、3月4日幌筵島に到着した。この間、アッツ島で単独航行中の輸送船がアメリカ艦隊に撃沈される「あかがね丸事件」が起き、日本軍は護送船団方式に転換した。「薄雲」は第一水雷戦隊司令官の指揮下で行動する場合、第6駆逐隊第3番艦として行動するよう発令されていた。
3月7日、薄雲を含む第一次輸送船団（主隊掩護部隊、護衛隊、輸送船団）は幌筵を出撃、3月10日アッツ島に到着して輸送に成功した。
3月22日16時、アッツ島への輸送を実施するため第二護衛部隊（薄雲、三興丸）は幌筵海峡を出発した。翌日には北方部隊と輸送船団（指揮官細萱戊子郎第五艦隊長官、主隊〈那智、摩耶、若葉、初霜〉、護衛部隊〈阿武隈、雷、電〉、輸送船〈浅香丸、崎戸丸〉）も出撃した。3月26日、北方部隊と第二護衛部隊（薄雲、三興丸）は合同に失敗し、細萱長官は合同命令を出す。
3月27日午前2時、主隊（第五艦隊）はコマンドルスキー諸島南方海域でチャールズ・マクモリス少将率いるアメリカ艦隊（重巡1、軽巡1、駆逐艦4）と遭遇する（アッツ島沖海戦）。単縦陣最後尾の「電」は『敵見ゆ』を報じたが、「阿武隈」は『三興丸、薄雲発見』と報告、しばらくしてから敵艦隊と気づいた。アメリカ艦隊を第二護衛部隊と誤認したことは第五艦隊関係者の余裕を奪い、その後の戦闘に大きな影響を与えたとみられる。3時55分、「薄雲」は190度方向に戦闘煙を発見し、「三興丸」を西方に退避させると戦闘に参加するため南下を開始した。北方部隊指揮官は6時3分に「薄雲」と「浅香丸」へ幌筵帰投を命じ、7時25分にも「薄雲」に船団護衛と帰投を命じた。海戦も、日米双方が決定的戦果をあげないまま7時30分に終了した。3月29日12時15分、第二護衛部隊（薄雲、三興丸）は幌筵に帰投した。
北方部隊の重巡は内地に戻り、薄雲や一水戦は幌筵に残った。
3月30日、駆逐艦「雷」と「若葉」の衝突事故が発生し、2隻とも重巡の護衛を兼ねて横須賀に回航された。輸送駆逐艦は「電」と「薄雲」に改められた。
3月31日、第五艦隊司令長官は細萱中将から河瀬四郎中将に変わった。
4月1日、白雪型駆逐艦（4月1日附で初雪型駆逐艦と改定）2隻（薄雲、白雲）は、第9駆逐隊に編入される。
また4月1日付で実施された戦時編制改定により、第一艦隊から第一水雷戦隊と第三水雷戦隊が除かれ、一水戦は制式に第五艦隊の隷下となった。
第9駆逐隊も第一水雷戦隊の隷下となり、北方部隊に編入された。
4月上旬から中旬にかけて、第五艦隊（北方部隊）は駆逐艦「電」と「薄雲」によるアッツ島輸送を計画・実施したが、成功しなかった。アッツ島に対しては、潜水艦によって細々とした輸送が行われた（モグラ輸送）。山崎保代陸軍大佐も伊号第31潜水艦によりアッツ島に上陸した。
この頃、ガダルカナル島攻防戦やニューギニア方面輸送作戦で最前線を奔走してきた第9駆逐隊の満潮型駆逐艦「朝雲」は、5月下旬まで横須賀で修理と整備をおこなった。
「薄雲」（5月11日まで大湊で修理）や「白雲」が臨時の司令駆逐艦となった。5月25日、第9駆逐隊司令駆逐艦は「薄雲」から「朝雲」に戻った。
この間の5月12日、米軍はアッツ島に来襲して上陸を開始した。北方部隊や連合艦隊からの増援部隊は幌筵に進出・集結した。5月中旬から下旬にかけてアムチトカ島空挺奇襲作戦が検討され、アッツ島に対しては奇襲と強行輸送作戦（前衛部隊〈阿武隈、木曾、朝雲、薄雲、若葉、初霜、長波〉、輸送隊〈神風、沼風〉）が実施されたが、悪天候により5月28日輸送作戦中止に至った。第一水雷戦隊はアッツ島突入の機を伺っていたが、山崎保代陸軍大佐以下日本軍守備隊は5月29日に玉砕した（アッツ島の戦い）。一水戦は洋上で玉砕電を傍受し、幌筵へ帰投した。
日本軍はキスカ島からの撤退を決定して「ケ」号作戦を発動したが、最初に実施した潜水艦による第一期撤収作戦は損害が多く、作戦中止に至った。
そこで水上部隊による第二期撤収作戦が立案される。6月1日時点で、「薄雲」は北方部隊の軍隊区分において水雷部隊に所属していた。
6月6日、第一水雷戦隊司令官森友一少将は急病で倒れて退任する。ビスマルク海海戦で負傷し療養中だった木村昌福少将が、後任の第一水雷戦隊司令官となった。同6日夜、第1駆逐隊（神風、沼風）と第9駆逐隊（白雲、薄雲）が共同で対潜掃蕩を実施中、「沼風」と「白雲」が衝突する。「朝雲」と「若葉」が救援にかけつけた。損傷した「白雲」は幌筵に戻ったあと、続いて大湊に回航され、修理に従事することになった。
7月上旬以降、第9駆逐隊（朝雲、薄雲）はキスカ島撤退作戦（ケ号作戦）に加わる。参加巡洋艦・駆逐艦はアメリカ艦艇と誤認させるための迷彩とカモフラージュを行った。
7月7日以降の第二期第一次撤収作戦は同月15日に作戦中止命令が出され、主隊（那智、摩耶、多摩、野風、波風）・撤収部隊各艦は18日までに幌筵へ帰投した。
7月22日、第五艦隊司令長官および第一水雷戦隊司令官指揮のもと、収容隊（阿武隈、木曾、響、朝雲、薄雲、秋雲、夕雲、風雲、第一警戒隊〈若葉、初霜、長波〉、第二警戒隊〈島風、五月雨〉）、主隊（多摩〔第五艦隊長官〕）、燃料補給部隊（海防艦国後、タンカー日本丸）という戦力が集結、幌筵を出撃した（第二期第二次撤収作戦）。
7月26日には濃霧で衝突事故も起きたが、連合国軍との遭遇はなかった。
7月29日、撤収部隊はキスカ島に突入、第一輸送隊（阿武隈、秋雲、夕雲、風雲）・第二輸送隊（木曾、朝雲、薄雲、響）ともキスカ将兵の撤収に成功した。各部隊は7月31日から8月1日にかけて幌筵へ帰投した。撤収人員海軍2518名・陸軍2669名・遺骨30柱・合計5183名(もしくは5187名）が帰投、薄雲収容人数は478名と記録されている。ケ号作戦遂行のため派遣されていた増援の駆逐艦や潜水艦は任務を解かれ、内地にむかった。
キスカ島からの撤退により、日本軍は千島列島の防備強化に乗り出した。
8月5日、日本海軍は第十二航空艦隊と第五艦隊により北東方面艦隊を新編した。第五艦隊麾下の各部隊・各艦は「北東方面部隊」として、引き続き千島列島や北海道周辺での作戦に従事した。
同年9月1日、舞鶴海軍工廠での修理を終えた駆逐艦「霞」が第9駆逐隊に編入され、9駆は定数4隻（朝雲、霞、薄雲、白雲）を回復する。だが「朝雲」は10月31日附で第10駆逐隊に転出し、第9駆逐隊は3隻に減少した。司令駆逐艦は「霞」に変更された。
11月8日付で、薄雲駆逐艦長は池田少佐から若杉周一少佐に交代した。

#### 1944年の行動
1944年（昭和19年）1月上旬、「薄雲」は大鷹型航空母艦の護衛を命じられた。
1月8日、空母2隻（神鷹、海鷹）、吹雪型駆逐艦3隻（薄雲、電、響）はシンガポールに向け呉を出発したが、「神鷹」の機関故障により大分県佐伯市で仮泊した。
「神鷹」は呉に回航され、シンガポールには「海鷹」と第6駆逐隊のみが向かった。
連合艦隊は「薄雲」と夕雲型駆逐艦の「玉波」（第32駆逐隊）を神鷹艦長石井藝江大佐の指揮下に入れた。
1月19日、「神鷹」は徳山沖で試運転を行うが、1月21日に呉へ回航された。「神鷹」の機関不調は深刻で、7月上旬のヒ69船団護衛が「神鷹」の初出撃となった。
「薄雲」は「霞」と合流し、23日より呉工廠でレーダーの残工事を実施した。
結局、「薄雲」と「玉波」が「神鷹」を護衛して航海する機会はなかった。
2月7日、「薄雲」は重巡洋艦「那智」を護衛して内海西部を出発、北方にむかった。2月9日、「那智」と「薄雲」は大湊に到着した。翌10日、第五艦隊旗艦は「多摩」から「那智」に戻る。また大湊に第9駆逐隊（霞、薄雲、白雲）が揃い、しばらく整備と訓練をおこなう。2月15日、第五艦隊司令長官は河瀬中将から志摩清英中将に交代した。
戦前の華々しい宣伝とは裏腹に、日本海軍の対潜兵器と対潜戦術は問題を抱えていた。さらに北方の悪天候と低水温が、潜水艦の捜索や沈没艦生存者の救助を困難にした。
2月28日、「薄雲」は松輪島守備隊を乗せた輸送船3隻（良洋丸、富国丸、明石丸）を護衛して大湊を出撃した。3月2日深夜、「明石山丸」は米潜水艦「サンドランス」に撃沈される。全乗船者が戦死した。3月3日、船団部隊は松輪島に到着したが、悪天候のため翌4日に「良洋丸」が座礁した。「良洋丸」は松輪島に擱座したまま、終戦を迎えた。
「薄雲」が船団護衛中の3月1日、第9駆逐隊に不知火型（陽炎型）駆逐艦「不知火」が編入され、9駆は定数4隻（薄雲、白雲、霞、不知火）を回復した。
3月16日夕刻、第9駆逐隊（霞、白雲、薄雲）は輸送船4隻（山菊丸、慶安丸、梅川丸、日連丸）を護衛して釧路を出発した。
同16日深夜、得撫島に向かう途中の愛冠岬60km沖で米潜水艦「トートグ」 (USS Tautog, SS-199)の襲撃を受ける。被雷した「白雲」は轟沈した。「トートグ」の雷撃により「日連丸」も撃沈された。
「霞」が敵潜制圧を実施し「薄雲」は船団部隊（翌17日午前中には駆逐艦波風と神風が9駆の指揮下に入った）を護衛して釧路に退避した。白雲艦長以下全乗組員が戦死した。「日連丸」も多数の戦死者を出した。
「白雲」の除籍と共に3月31日附で第9駆逐隊は解隊され、残存駆逐艦3隻（薄雲、霞、不知火）は新たに編成された第18駆逐隊に所属する。第18駆逐隊（薄雲、霞、不知火）は引き続き第五艦隊隷下の第一水雷戦隊に所属した。
6月中旬、マリアナ方面の戦いがはじまったことに伴い、第五艦隊各艦は横須賀に集められた。
第五艦隊（那智、足柄、多摩、一水戦）と増援部隊は扶桑型戦艦「山城」と共にサイパン島へ突入する準備を行う。「薄雲」は僚艦と共に横須賀海軍工廠で大発動艇の搭載工事等をおこなった。
だがマリアナ沖海戦の惨敗や、サイパン地上戦の情勢に鑑み、作戦は中止された。
6月末から7月上旬にかけて第五艦隊や第十一水雷戦隊が硫黄島防備強化のため小笠原諸島方面輸送作戦に従事する一方、「薄雲」（一水戦司令官木村昌福少将座乗）と第7駆逐隊（潮、曙）および「帝洋丸」は大湊へ戻る。7月2日には小樽へ移動した。7月5日、木村司令官は「薄雲」から「霞」に将旗を移した。
1944年（昭和19年）7月5日、駆逐艦3隻（第7駆逐隊〈曙、潮〉、第18駆逐隊〈薄雲〉）と輸送船4隻（太平丸、梅川丸、笠戸丸、第二号新興丸）で編成された「キ504船団」部隊は小樽港を出発した。
7月7日16時14分、オホーツク海を航行中の「キ504船団」部隊は米潜水艦「スケート」に襲撃され、被雷した「薄雲」は沈没した。
若杉駆逐艦長を含め、薄雲乗組員267名が戦死した。「潮」でも下士官1名が戦死している。日本側沈没地点記録北緯47度36分 東経148度10分 / 北緯47.600度 東経148.167度。米軍による沈没地点記録北緯47度43分 東経147度55分 / 北緯47.717度 東経147.917度。
7月9日には「太平丸」も米潜水艦「サンフィッシュ」に撃沈され、乗船中の朝鮮人労働者を含めて多数が戦死した。第7駆逐隊や応援部隊は対潜掃蕩をおこなうが、霧の為に効果をあげられなかった。
9月10日、駆逐艦「薄雲」は初雪型駆逐艦、
第18駆逐隊、
帝国駆逐艦籍より除籍された。

## 歴代艦長
※『艦長たちの軍艦史』270-271頁、『日本海軍史』第9巻・第10巻の「将官履歴」による。階級は就任時のもの。

### 艤装員長
- 後藤英次 中佐：1928年2月15日 -

### 艦長
- 後藤英次 中佐：1928年7月26日 - 12月10日
- 木幡行 中佐：1928年12月10日 - 1929年11月15日
- 伊藤長 中佐：1929年11月15日 - 1930年11月15日
- 池田久雄 中佐：1930年11月15日 - 1931年12月1日 同日より第二予備艦
- （兼）酒井一雄 中佐：1931年12月1日[277] - 1932年12月1日[278]
- 江戸兵太郎 中佐：1932年12月1日 - 1933年4月1日[279]
- 田村劉吉 少佐：1933年4月1日 - 1934年11月1日[280]
- （兼）秋山輝男 中佐：1934年11月1日[280] - 11月15日[281]
- 瀬戸山安秀 少佐：1934年11月15日 - 1936年12月1日
- 北村昌幸 中佐：1936年12月1日 - 1937年8月16日[282]
- 山本皓 少佐：1937年8月16日[283] - 1937年10月20日[284]
- （兼）山本岩多 中佐：1937年10月20日 - 1937年12月1日
- 島居威美 中佐：1937年12月1日 - 1938年12月15日[285]
- 宮崎俊男 少佐：1938年12月15日 - 1939年10月10日[286]
- 新谷喜一 少佐：1939年10月10日 - 1940年12月10日[287] ※1940年10月15日より第四予備艦
- （兼）種子島洋二 少佐：1940年12月10日[287] - 1941年2月10日[288]
- （兼）小山猛男 中佐：1941年2月10日[288] - 1941年9月12日[289]
- （兼）安並正俊 少佐：1941年9月12日[289] - 1941年10月1日[290]
- （兼）友重丙 中佐：1941年10月1日[290] - 1942年6月20日[65]
- 池田周作 少佐：1942年6月20日[65] - 1943年11月18日[191]
- 若杉次一 少佐：1943年11月8日[191] - 1944年7月7日戦死（海軍中佐へ進級）[267]